# Mauthausen-Gusen

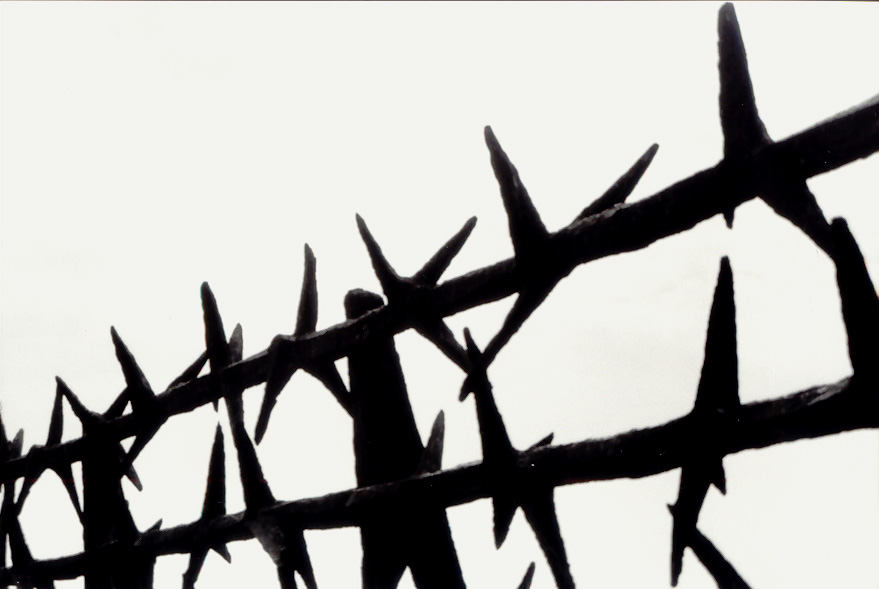
Detall de l'escultura a la memòria dels jueus morts a Mauthausen

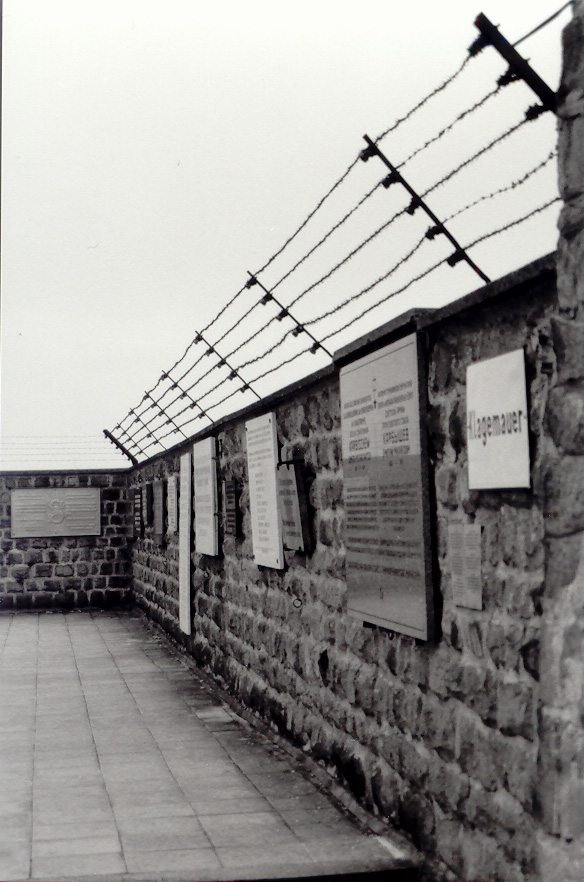
Mur del camp de Mauthausen amb plaques de recordatori

Mauthausen-Gusen fou un complex de dos camps de concentració i posteriorment també d'extermini prop de les localitats de Mauthausen i Gusen a l'Alta Àustria durant l'etapa d'ocupació d'Àustria durant el Tercer Reich alemany. En aquest camp es concentraren i s'exterminaren militants polítics, homosexuals, resistents russos, polonesos, objectors de consciència, detingudes femenines, persones d'altres nacionalitats (italians, hongaresos, anglesos, espanyols…), gitanos i, sobretot, jueus dins del pla de la Solució Final. Així mateix fou el que engolí la majoria dels deportats de Catalunya. Probablement fou el primer camp de concentració dels nazis que funcionà com a camp d'extermini des del començament de la Segona Guerra Mundial fins al seu alliberament el 5 de maig de 1945.
Abans de la Segona Guerra Mundial, la font de subsistència a Mauthausen eren les pedreres, les quals proveïen les llambordes per a empedrar els carrers d'Àustria. Aquest fet va fer decidir Adolf Hitler a construir-hi un gran camp de concentració, el més important d'Àustria.
Els republicans espanyols, amb el triangle blau dels apàtrides, hagueren de presenciar el sistemàtic extermini dels gitanos i dels jueus. Tanmateix, les condicions higièniques i de treball de Mauthausen i dels Kommandos annexos eren suficients per morir. Després de passar molts republicans per la pedrera de Mauthausen, amb el pas del temps anaren assolint llocs de treball on el tracte era una mica més suau. La majoria, però, ja havien mort. Els que s'acostumaren a l'arbitrarietat del camp, a l'atzar, els qui saberen sostenir la moral fos com fos, amb el mínim esforç a l'hora de treballar, aquest sortiren del camp.

## Descripció

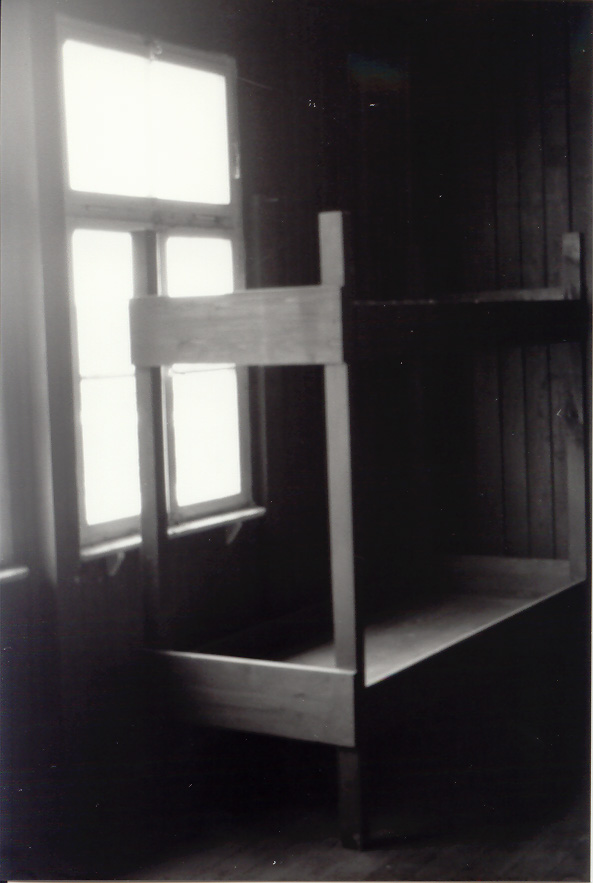
Llitera del camp

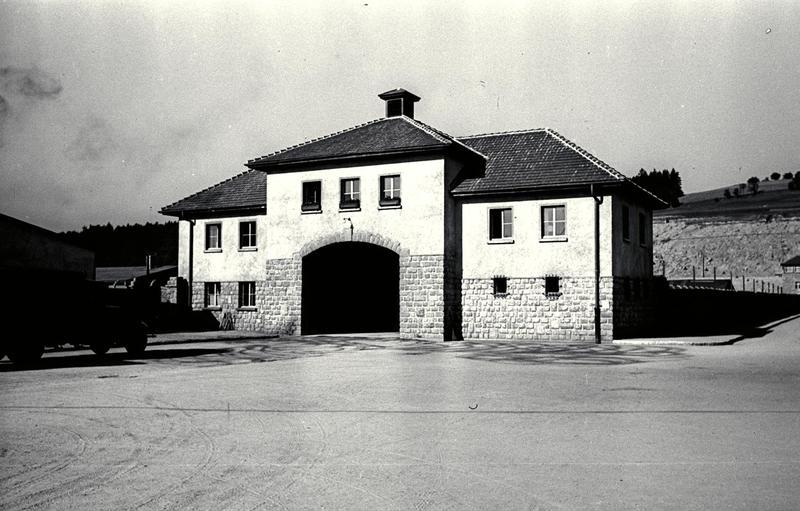
La "Jourhaus" de KL Gusen I

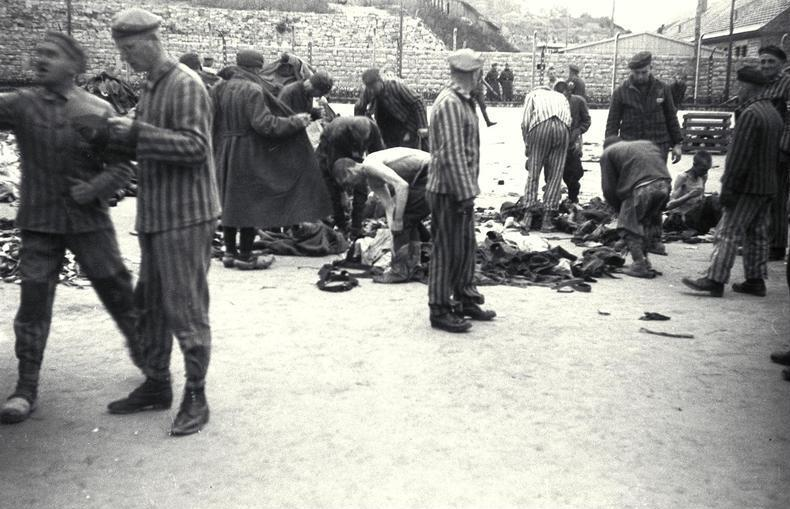
Deportats arribar al camp de KL Gusen I

El camp de Mauthausen era voltat per un mur enorme, mai enllestit del tot, que tenia els elements comuns a aquests camps: un cop passada la porta d'entrada hi havia un gran espai despullat, era la plaça de crida, que acabava en rengleres de barraques en una banda i grans pavellons de xemeneies a l'altra. La resta d'edificacions són també comunes a la resta de camps: les cuines, les dutxes, els edificis administratius, etcètera.
És difícil conèixer el nombre exacte de deportats morts a Mauthausen i als 60 comandos annexos disseminats per tot el territori austríac, tanmateix s'estima que més de 118.000 persones van ser exterminades en aquest camp. Els deportats eren afusellats, gasejats a les cambres i en vehicles especialment condicionats però, sobretot, exterminats mitjançant el treball esgotador; essent les pesants pedres que havien de pujar per l'escala dels 186 esglaons, sota els cops dels SS i dels kapos, el símbol d'un treball feixuc i mortal.
Els deportats treballaven més de dotze hores diàries. Tots els presoners eren llevats a les 4 per al recompte del matí que es realitzava a la plaça de crida. Tots havien d'anar a la crida: els vius i els morts, els malalts i els moribunds. Els deportats s'aixecaven a les quatre de la matinada a l'estiu i a les cinc a l'hivern. La formació era a les sis i una hora més tard a l'hivern. A l'estiu, l'hora de començar a treballar era a dos quarts de set del matí i a l'hivern a dos quarts de vuit. A les nou del matí, se'ls distribuïa pa, margarina i un cafè. Després els presoners marxaven a treballar desfilant en columna. Una orquestra acompanyava les sortides i les tornades dels treballadors. Els deportats descansaven mitja hora per dinar al migdia a les dotze en punt. En acabat treballaven fins a tres quarts de cinc a l'estiu i a dos quarts de set a l'hivern. Els dies de boira es reduïen les hores de treball per por a les evasions. La crida del vespre durava a voltes tres hores o més. Finalment venia la distribució de sopa i de pa després d'una breu incursió als lavabos. El pa era negre, ple de serradures i florit. Els diumenges i festius no es treballava, a excepció feta de les indústries d'armament que tot sovint treballaven els diumenges a la tarda. En conjunt, treballaven unes seixanta hores a la pedrera i al voltant de setanta als altres Kommandos.
A Mauthausen, només els qui tenien oficis manuals o administratius tenien opcions de sobreviure, perquè se'ls enviava a les fàbriques o a les oficines on podien protegir-se del fred i gaudien d'unes millors condicions de treball.
El Camp d'extermini de Gusen formava part del complex del Tercer Reich de Mauthausen, a Àustria. En aquests s'hi trobaven la majoria dels republicans valencians així com altres republicans dels Països Catalans. El camp va ser construït pels mateixos presoners entre el 1939 i el 1940, any en què entrà en funcionament. Els primers deportats foren opositors alemanys i austríacs, als quals seguiren intel·lectuals polonesos i deportats soviètics (tots dos tipus considerats eslaus i, per tant, candidats a l'extermini). També a partir de 1941 començaren a arribar al camp grans quantitats de valencians i altres catalans junt amb republicans d'altres punts de l'Estat Espanyol i membres de la resistència francesa.
En total, 37.000 persones van ser deportades a Gusen, que tenia els seus propis forns crematoris, independents dels de Mauthausen. El 1944, a més, Gusen fou reforçat per dos camps més, Gusen II (St Georgen) i Gusen III (Lungitz). Els tres camps van ser alliberats el 5 de maig del 1945.

## Resistència
Entre les diferents accions realitzades pels catalans i altres republicans de diferents punts de l'Estat espanyol presos a Mauthausen, destaca la que protagonitzaren els catalans Francesc Boix i Antoni Garcia, entre d'altres. Aquests eren els fotògrafs oficials del camp i realitzaren fotos de molts presoners i oficials per ordre dels SS. Aprofitant-se, però, de la càmera Leica que tenien a la seua disposició en feren, clandestinament, moltes altres. Totes aquestes foren amagades i tretes del camp per Francesc Boix i altres presos i amagades en una casa d'una veïna de Mauthausen anomenada Anna Pointner. En ser alliberat el camp, Boix va recuperar les fotografies que, després, serviren com a proves en els Judicis de Nuremberg i en el Judicis de Dachau per incriminar alts oficials nazis.

### Catalans

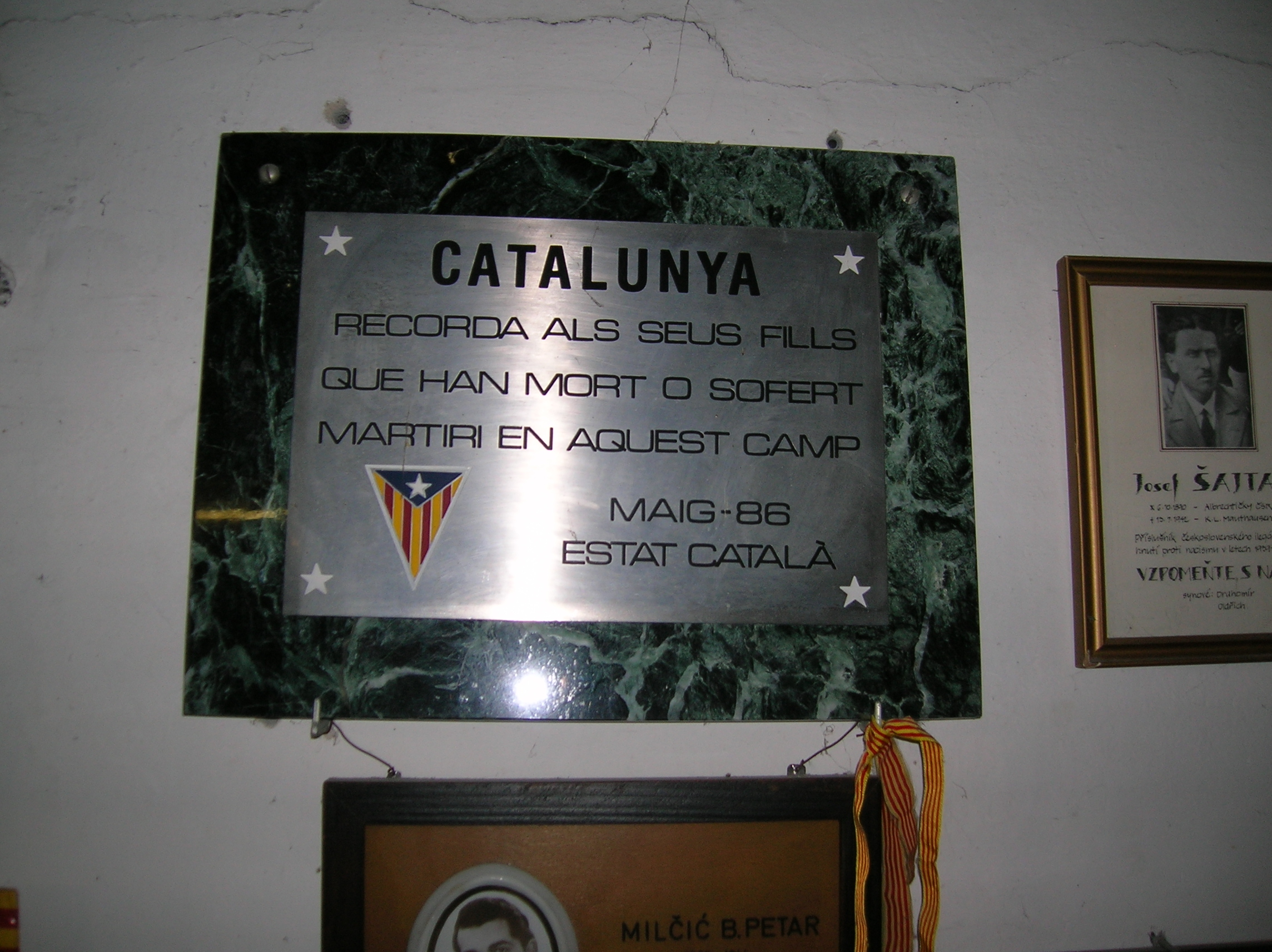
Recordatori als catalans morts al camp de Mauthausen

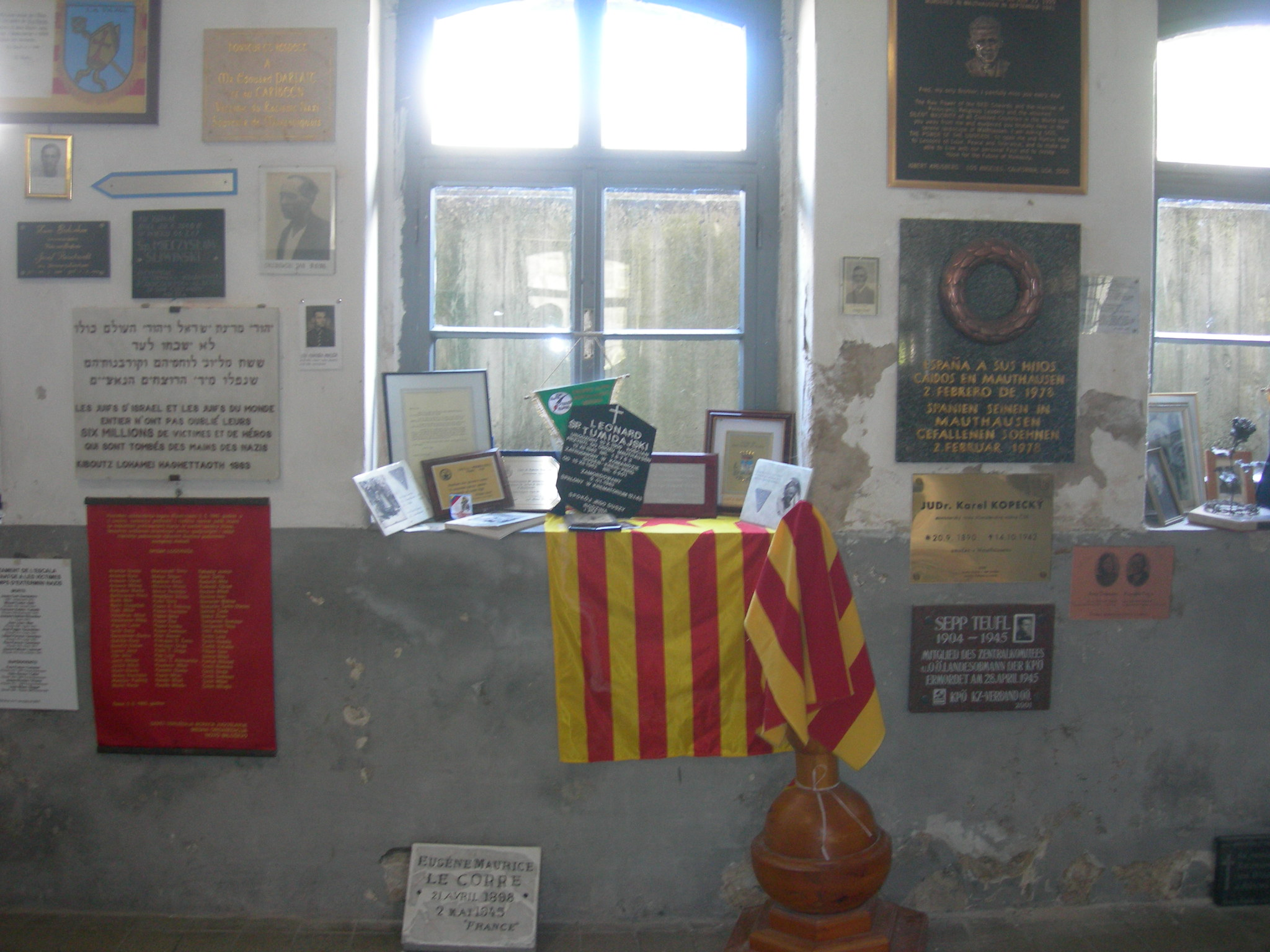
Estelades a la sala dels forns crematoris de Mauthausen en homenatge als catalans i als valencians morts al camp

Segons Montserrat Roig, els ciutadans dels Països Catalans que moriren a Mauthausen i als seus Kommandos annexos voreja la xifra de dos mil. El llistat realitzat per Montserrat Roig permet copsar que no hi ha poble o poblet de Catalunya i d'arreu dels Països Catalans on no hi hagi algun mort al camp de Mauthausen.
El comportament dels ciutadans dels Països Catalans, nascuts o immigrats en aquestes terres, que patiren la deportació als camps nazis després de la desfeta de la Segona República Espanyola, no fou diferent que la resta de deportats de la resta de l'Estat espanyol. Sabem que els republicans espanyols que anaren a raure a Mauthausen foren set mil cent vuitanta-nou. Gairebé cinc mil no en sortiren vius.
Entre els catalans coneguts, a banda dels mencionats Francesc Boix i Antoni Garcia, un altre que hi va estar pres va ser l'escriptor Joaquim Amat Piniella, que, posteriorment, va escriure la novel·la K.L. Reich, inspirada justament en aquesta experiència. També són coneguts els tres de Pego popularitzats per La Gossa Sorda. Altres morts cèlebres foren José María Aguirre Salaberría o Josep Rovira i Prats. Com a nen de deu anys, el futur escriptor Michel del Castillo (°1933) hi passà uns anys.

## Memorial
L'antic camp de concentració i d'extermini als afores de Mauthausen és avui un dels espais de memòria més significatius de l'Europa central. Des de la seva obertura i fins al 5 de maig de 1945, quan el camp va ser alliberat per l'exèrcit dels EUA, unes 200.000 persones hi van ser tancades i més de la meitat hi van morir. Després de l'alliberació, es van anar construint diversos monuments commemoratius per part dels governs dels països d'on provenien les víctimes de Mauthausen. El 1970 s'inaugurà un museu amb una exposició permanent a les instal·lacions del camp.
Poc després de l'annexió d'Àustria per part d'Alemanya el mes de març de 1938, s'inicià la construcció del camp de Mauthausen per internar-hi els opositors al règim nacionalsocialista. Des de la seva obertura i fins al 5 de maig de 1945, quan el camp va ser alliberat per l'exèrcit dels EUA, unes 200.000 persones hi van ser tancades: opositors polítics, presoners de guerra (entre ells republicans espanyols), jueus, gitanos, homosexuals... més de la meitat hi van morir. A partir de 1943, molts dels presoners van ser forçats a treballar per a la indústria d'armament que proveïa a l'exèrcit alemany i diversos camps satèl·lits van ser construïts al voltant del de Mauthausen per ampliar-ne la capacitat.